# Infern - Cant Tercer

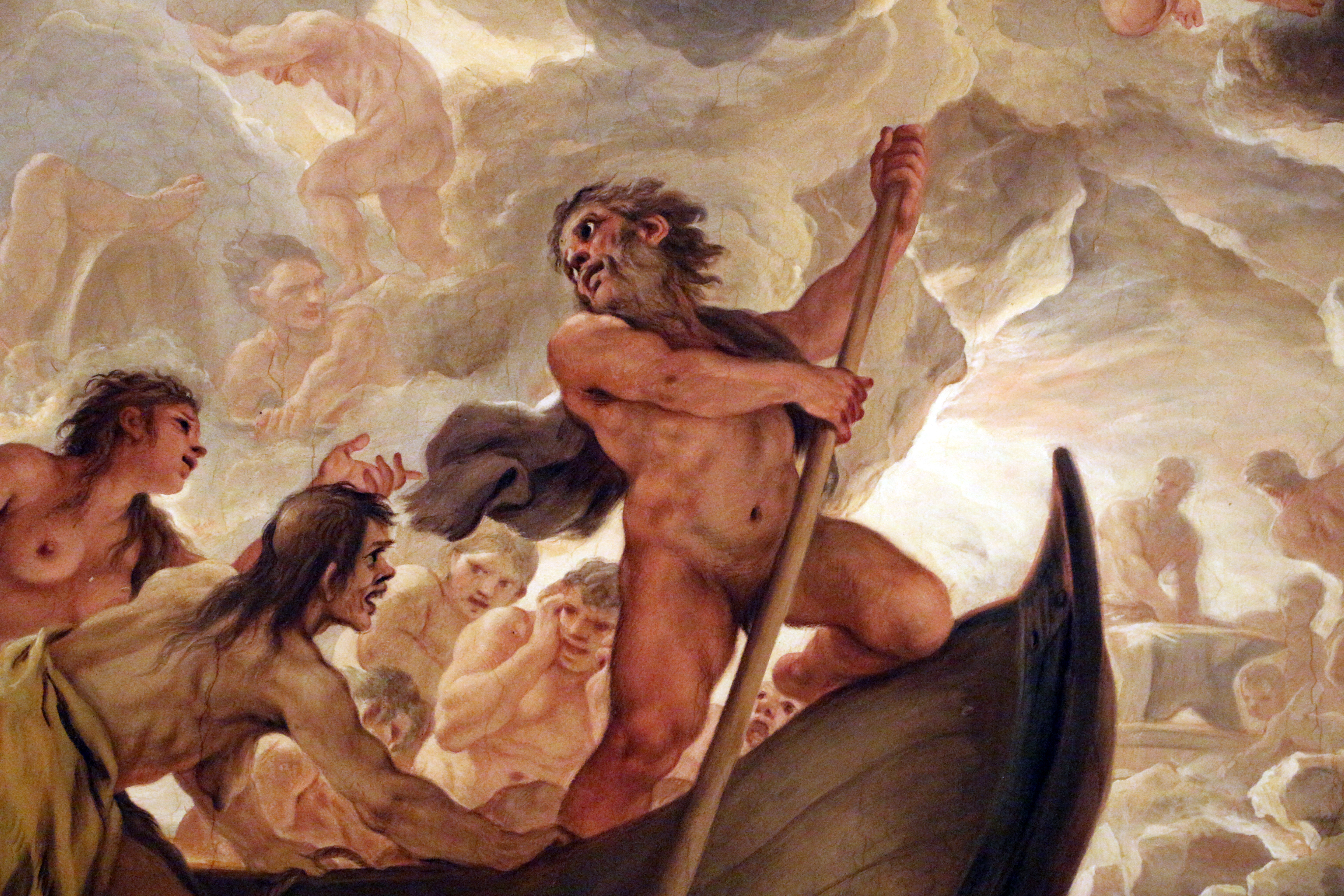
La barca de Caront. Fragment (1682-1685). Luca Giordano, Galleria di Luca Giordano

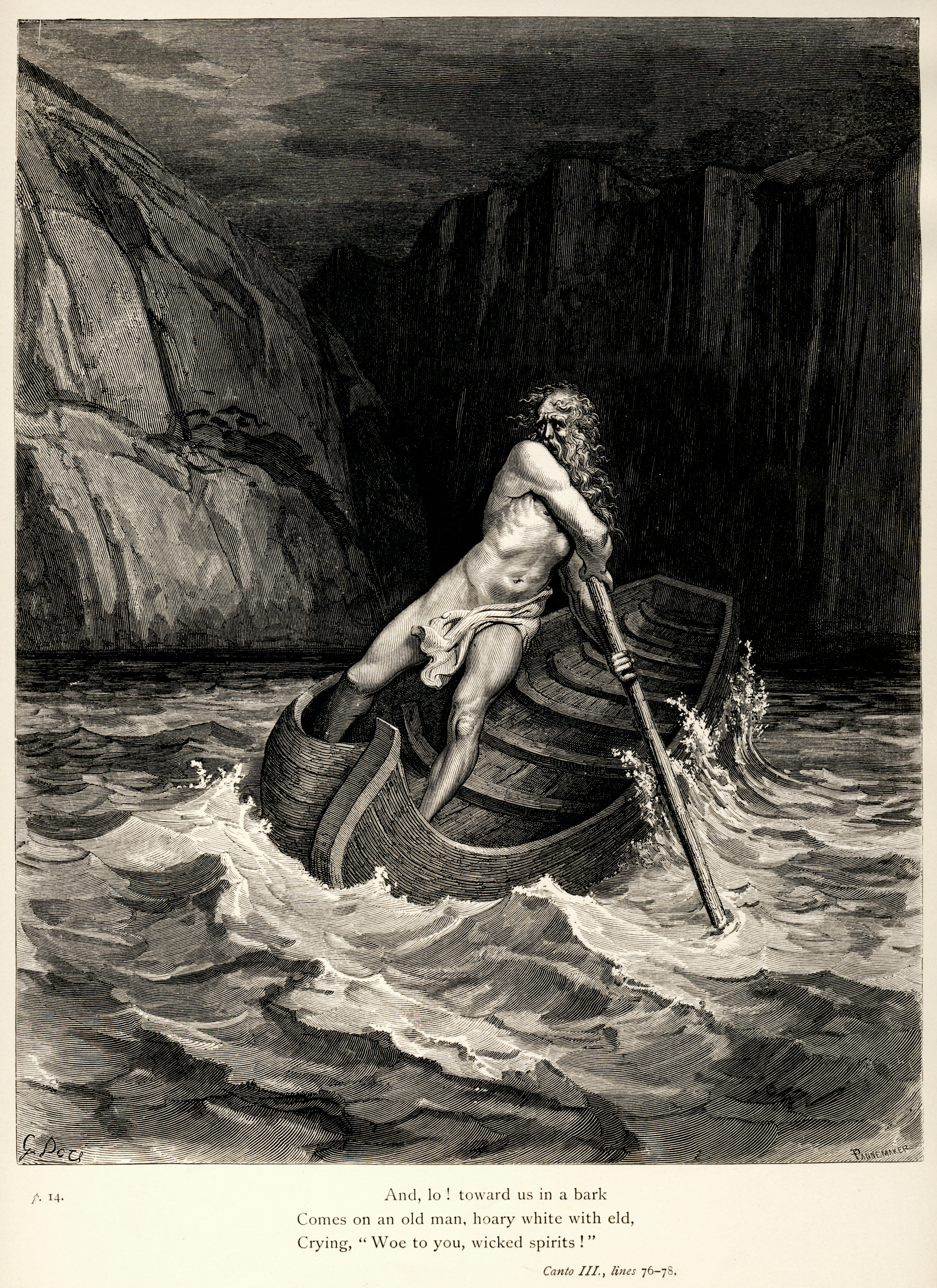
El barquer Caront. Il·lustració de Paul Gustave Doré

El tercer cant de l'Infern, de Dante Alighieri, comença amb la famosa inscripció a la porta de l'infern i es desenvolupa en el preinfern, on són castigats els indecisos, i després a la ribera del riu Aqueront, primer dels rius infernals. La multitud dels indecisos és el primer grup que Dante troba i descriu detalladament; entre ells hi ha els àngels que no van prendre partit en la batalla entre Déu i Llucifer. En aquest grup, Dante veu l'ànima d'algú que va fer el gran refús; si bé ell no en diu el nom, els estudiosos més propers a ell en el temps, suposen que es tracta de Celestí V, papa que va refusar el seu càrrec en favor de Bonifaci VIII. A pesar de tot, continua havent-hi dubtes sobre la identitat d'aquest personatge. L'altre personatge que apareix en el cant és el barquer Caront, que porta les ànimes dels condemnats a través del riu fins a l'infern pròpiament dit i que nega la possibilitat de passar Dante, perquè per allí no ha passat mai cap persona viva. Finalment, Dante es desmaia i en el proper cant ja està en l'altra riba de l'Aqueront sense que sapiguem com ha travessat el riu. Estem en la nit del 8 al 9 d'abril de 1300 (Dissabte Sant), o segons altres comentaristes entre el 25 i 26 de març de 1300.

## Anàlisi del cant

### La porta de l'Infern - versos 1 - 21
"Per mi entrareu a la ciutat sofrent,

per mi entrareu cap a l'etern dolor,

per mi entrareu amb la perduda gent.

La justícia mogué el meu constructor:

em varen fer la divina potència,

l'alta saviesa i el primer amor.

Abans de mi no va ser creat res

que no fóra tan etern com sóc jo:

deixeu tota esperança, els que hi entreu" (vv. 1-9)
Després del primer tercet de presentació, la inscripció diu com va ser construïda la porta d'acord amb la justícia de la Trinitat, que es mostra amb els seus atributs:
1. La divina potència = Pare
2. L'alta saviesa = Jesús
3. El primer amor = Esperit Sant

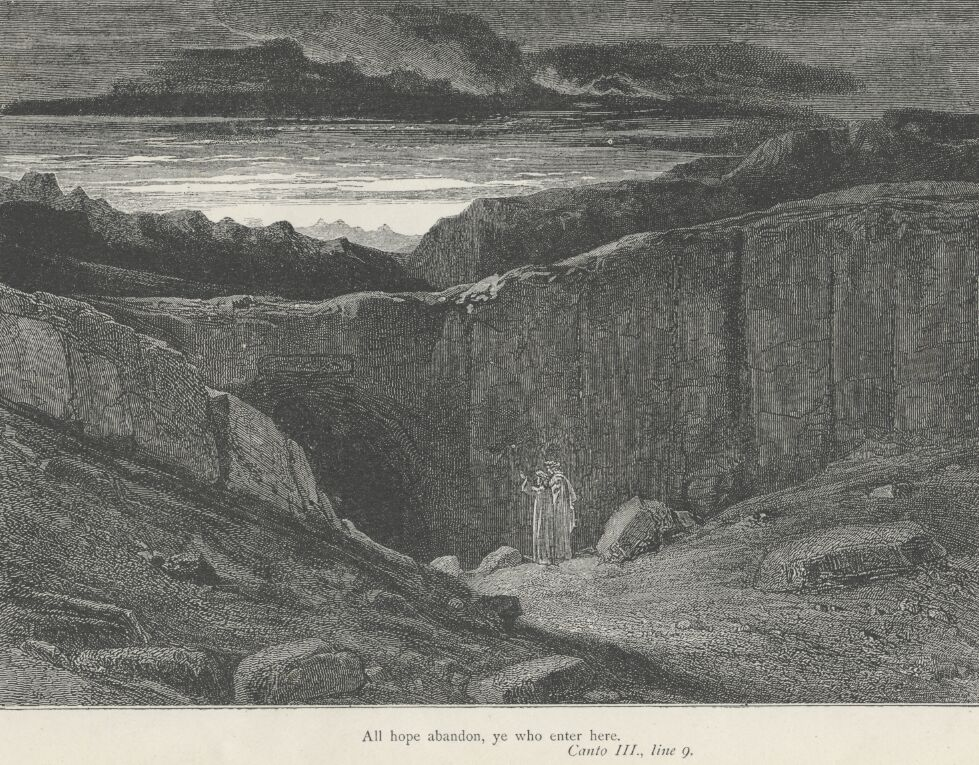
Gustave Doré. La porta de l'Infern.

Finalment, el registre explica que es va fer després que només havien estat creades coses eternes, de manera que al seu torn és eterna: es refereix al fet que l'infern va ser creat després de la caiguda de Llucifer (que va marcar l'inici del mal), abans de la qual només hi havia àngels, la matèria pura, el cel i els elements, totes, coses incorruptibles. En la conclusió de deixar totes les esperances, l'escrit de la porta remarca que el viatge dels condemnats a l'infern és d'un sol sentit i es fa ressò d'un vers anàleg de l'Eneida en el descens d'Enees a l'Avern (VI 126-129). Dante, que ha informat de les paraules de la inscripció com si fossin pronunciades per si mateixes, li demana a Virgili una explicació del seu significat. El mestre respon que en aquell punt s'ha d'abandonar qualsevol dubte (sospetto) o vacil·lació; és el lloc del qual ja li havia parlat, on és castigada la "gent turmentada" que ha perdut a Déu, el bé intel·lectual per excel·lència. Després Virgili consola Dante, prenent-lo per la mà i mostrant una cara alegre: així entren en "els espais secrets" (és a dir, segregats, separats del món).

### Els indecisos - vv. 22 - 69

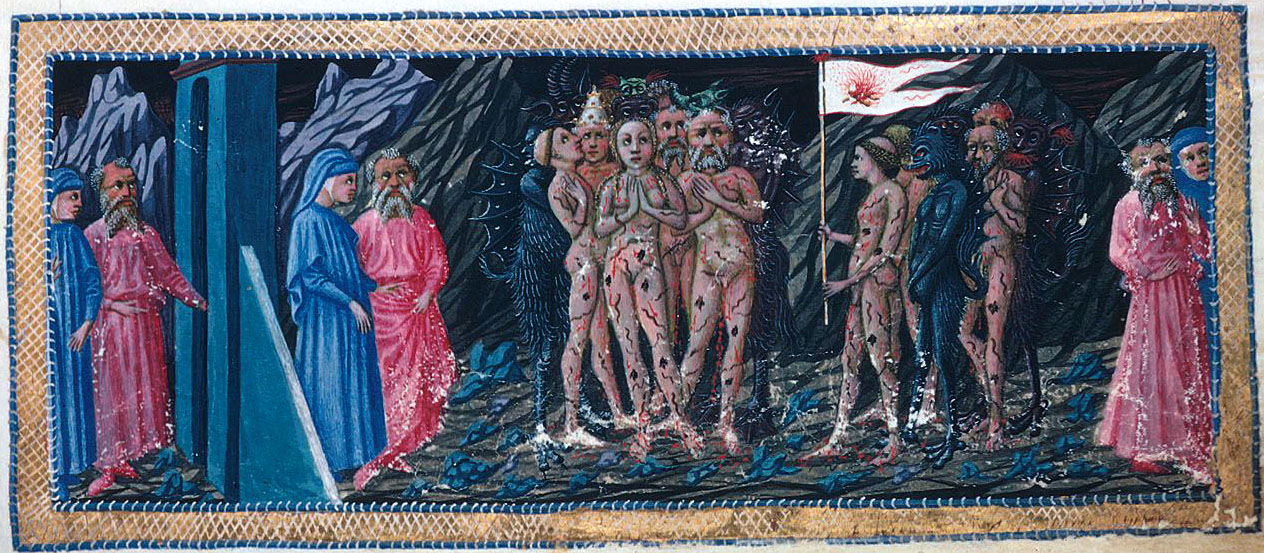
Els indecisos. Il·lustració de la primera part del cant tercer. Priamo della Quercia (segle XV)

La primera impressió de l'infern de Dante és auditiva: sospirs, planys i crits ressonen en l'aire sense estels (és a dir, sense cel), per la qual cosa, Dante s'emociona de seguida i comença a plorar: en un crescendo de sons, ell sent "paraules de dolor, accents de ràbia, / veus altes, ronques, i soroll de mans"... tot en una capa atmosfèrica "sense llum ni temps", és a dir, on no es coneix si és de dia o de nit, com en una tempesta de sorra ("com l'arena quan s'arrombolla el vent"). Respecte a la descripció dels sons de l'Avern en l'Eneida (VI 557-558), Dante, encara que clarament inspirat per aquesta, se centra molt més en les molèsties que aquestes sensacions procuren sobre Dante com a home viu, en lloc de limitar-se a fer un registre des de fora, com feia Virgili. Amb el cap ple "d'error" (de dubte, "tot confús"), Dante li pregunta a Virgili, què són aquests sorolls, aquesta gent que sembla tan superada pel dolor. Aquest vers és ambigu pel fet que algunes versions també escriuen "d'orror" ('horror'); així que, si fos bona la segona interpretació, evidentment Dante tenia el cap ple de terror. Virgili comença a explicar el lloc on es troben, són al preinfern, on són castigades miserablement les ànimes tristes d'aquells que van viure "sense honor ni infàmia". Són els indecisos, ànimes que en vida no van treballar ni pel bé, ni per al mal perquè van escollir la covardia. Entre aquests individus, hi ha els àngels que, en el moment de la revolta de Llucifer, no es van posar de part ni de Llucifer, ni de Déu, sinó que es van retirar a part en un segon pla allunyat dels fets de la revolta: una invenció pura de Dante, inspirada potser per les llegendes populars, que no té ressons anteriors ni en les Escriptures, ni en els escrits dels pares de l'Església (almenys en els que ens han arribat). Aquests condemnats són expulsats del cel, perquè arruïnarien la seva bellesa, i fins i tot l'infern no els vol, perquè els condemnats podrien vanagloriar-se respecte a ells, ja que almenys ells han triat en la vida, al costat de qui estar. Dante també pregunta per què es lamenten en veu tan alta i Virgili li respon explicant el seu càstig: no tenen l'esperança de morir (posant així fi a la tortura), tenen aquí una ínfima vida cega ("la seua vida és tan cega i baixa") que fa que envegen qualsevol altra sort; "al món no van deixar ni nom ni fama", fins i tot són menyspreats per Déu ("misericordia e giustizia li sdegna")... "però no parlem d'ells, mira'ls i passa".
I mentre que els dos passen ignorant-los, Dante, però, descriu el seu dolor: que persegueixen un estendard (en sentit militar, com una bandera, interpretat per alguns, donat el to del cant, com un drap sense valor), que corre sense parar; són una banda tan gran que Dante ni tan sols hauria pensat mai que la mort n'hagués matat tants. Com a càstig (contrapàs), són condemnats per l'eternitat a córrer nus, turmentats per les vespes i tàvecs que els reguen de sang el cos, i als seus peus hi ha una catifa de cucs que s'alimenten de les seves llàgrimes barrejades amb la sang (vv 65-69): la pena és més humiliant que dolorosa i Dante insisteix en la seva mesquinesa: "Aquests desgraciats, que no han viscut". Amb la tècnica del contrapàs que es troba aquí, per primera vegada, en la Comèdia, Dante aconsegueix crear imatges reals i aporta al lector els sentiments que afloren lents entre les línies de la Comèdia, emmarcant l'obra de la justícia divina. És interessant veure que aquests pecadors són menyspreats tant per Virgili, que li diu a Dante que passi sense dignar-se a donar-los un cop d'ull, com pels dimonis que no els accepten ni tan sols a l'infern real. El menyspreu del poeta cap a aquesta categoria de pecadors és absolut, ja que qui no ha sabut triar en la vida i, per tant, alinear-se (posar-se de part d'un o d'altre), en la mort romandrà com un pària obligat a perseguir una bandera que no pertany a cap ideal. Tanta ràbia s'explica, des del punt de vista teològic, perquè l'elecció entre el bé i el mal s'ha de fer obligatòriament, segons la religió catòlica. Des del punt de vista social, d'altra banda, en l'edat mitjana l'alineació política i la vida activa dins de la ciutat eren gairebé sempre considerades etapes fonamentals i inevitables en la vida d'un ciutadà. Si l'individu és un ésser social, qui s'escapa del seu deure envers la societat no és digne, d'acord amb la reflexió de Dante, d'estima ni d'admiració.

### El gran refús

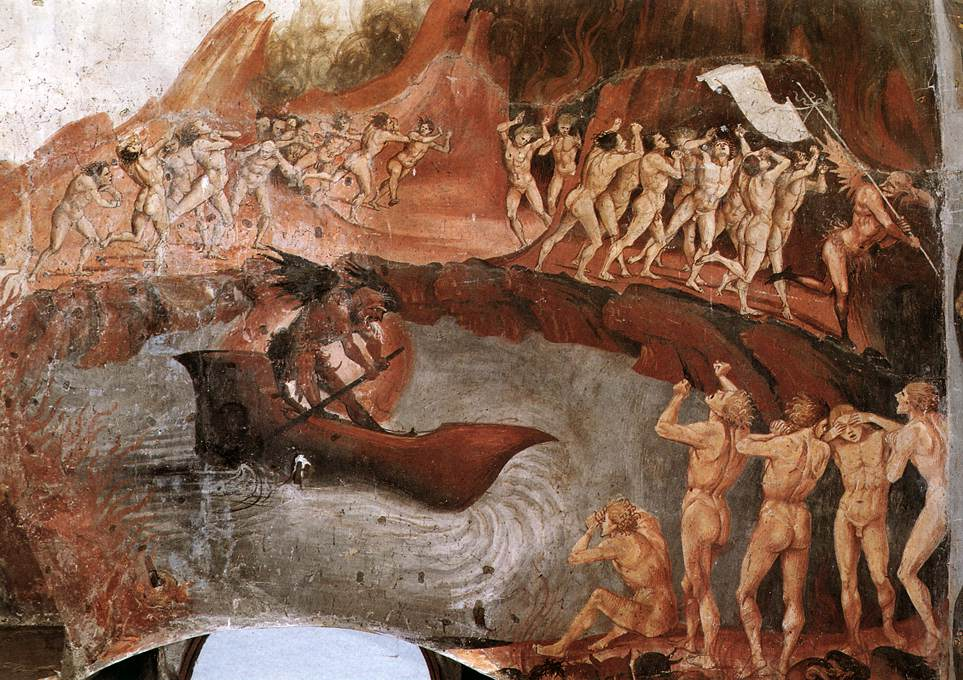
El preinfern (1499-1502). Luca Signorelli, capella de Sant Brizio, catedral d'Orvieto

"Després que en vaig reconèixer alguns, mirant vaig distingir l'ombra d'aquell que feu, per covardia, el gran refús".
Dante observa entre les ànimes "l'ombra d'aquell que feu, per covardia, el gran refús", però no l'anomena: aquesta persona podria ser identificada com a Celestí V, Giano della Bella, Esaú, Ponç Pilat o fins i tot com un personatge purament simbòlic. En suport de la primera hipòtesi es considera que, quan Dante cita persones sense anomenar-les, sovint és perquè eren prou famoses perquè fos suficient una al·lusió en el text perquè el lector pogués saber qui eren. De fet, els principals comentaristes contemporanis de Dante assenyalen Celestí V com l'artífex del "gran refús" i fins i tot els miniaturistes pintaven generalment una figura amb la tiara al cap.

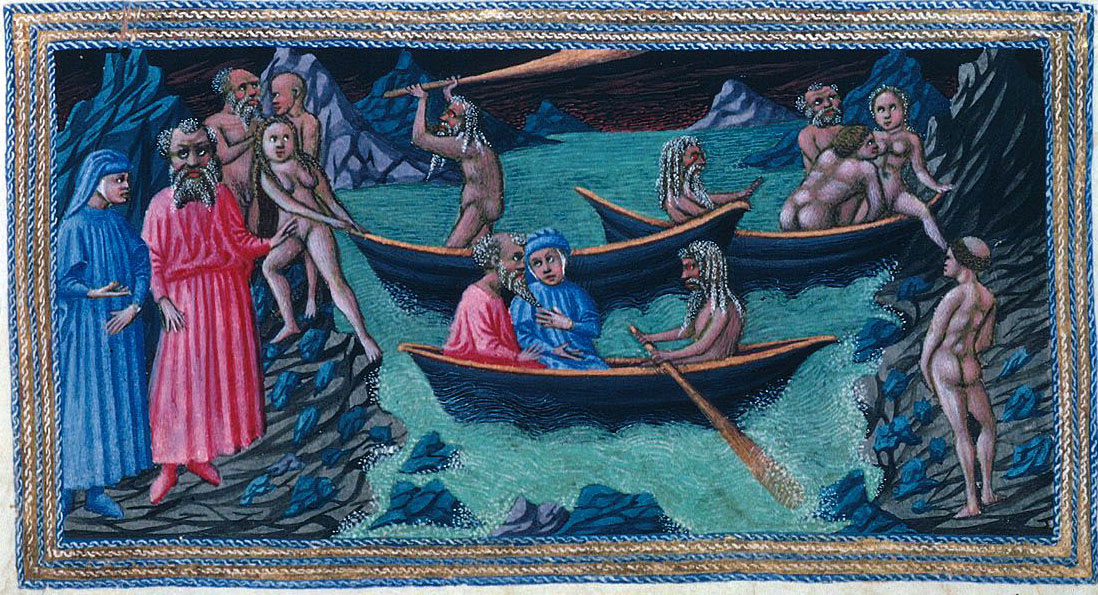
Il·lustració de la segona part del tercer Cant. Priamo della Quercia
(segle XV)

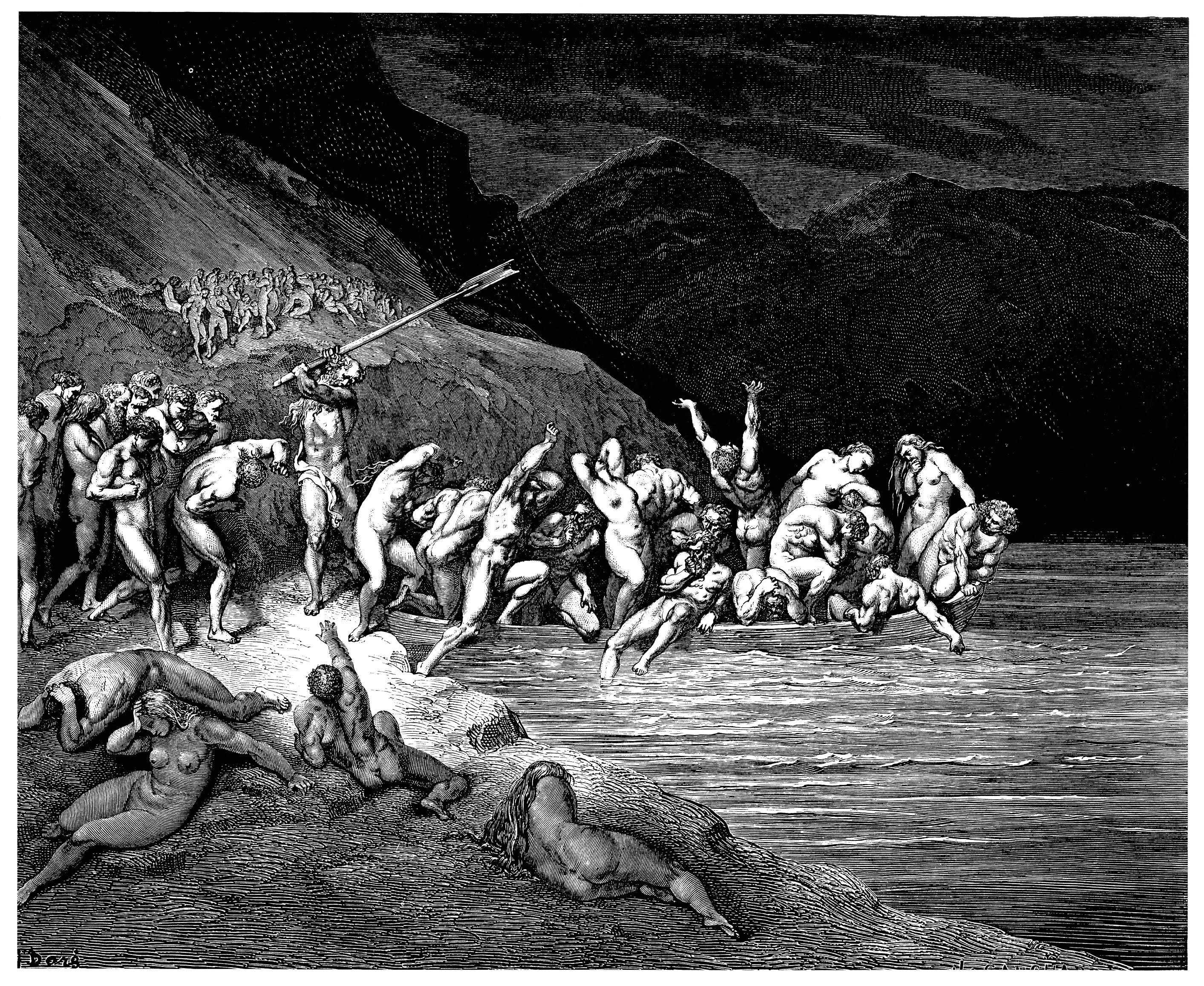
Caront empeny les ànimes cap a dins de la barca, il·lustració de Paul Gustave Doré

A partir de Benvenuto de Imola, però, es posà en dubte aquest reconeixement, que, a partir d'aquell moment, va perdre gairebé totalment el favor dels crítics dantescos, possiblement pel canvi en l'avaluació de la figura de Pietro del Morrone (Papa Celestí V) a partir de l'apologia que en va fer Petrarca en De vida solitària; també en el 1313 Celestí V fou canonitzat, quan Dante encara era viu. No obstant això, Dante potser volia subratllar el seu judici negatiu contra Celestí i contra el papa Climent V que l'havia beatificat, deixant, doncs, la vaguetat del nom que falta. Fins a la data, la crítica no sembla identificar el personatge de manera unànime, descartant això no obstant la hipòtesi que en sigui Ponç Pilat.

### El riu Aqueront i el barquer Caront - vv. 70-129
Mirant més enllà, Dante veu gent amuntegada sobre el marge d'un gran riu, preparada per creuar-lo, i li pregunta a Virgili qui són: això, però, li ho contarà només quan arribaran a la trista riba de l'Aqueront: Dante s'avergonyeix de la seva impaciència i, "llavors, amb ulls baixos i vergonyosos", s'absté de parlar fins a arribar a la vora del riu.
Heus ací que arriba una barca (o "nau"), conduïda per un vell, "tot blanc de cabell canós i antic" (per la vellesa avançada), que crida "Ai de vosaltres, males ànimes! (anime prave)". La descripció de Caront, el barquer de les ànimes, està influïda per la que dona Virgili en l'Eneida (VI 298-304), però Dante dona solament els trets més concisos i plens de significat davant la descripció més completa i estàtica del poeta llatí. Segueix a continuació la invectiva de Caront que descoratja les ànimes i posa l'accent en l'eternitat de la seva condemna: (paràfrasi) "No espereu mai més tornar a veure el cel. Jo us porto a l'altra riba, en l'eterna foscor, el foc o el gel" (en al·lusió a les penes de l'infern). Després es dirigeix directament a Dante dient-li que, com a "ànima vivent", ha d'apartar-se d'entre els morts; però Dante dubta. Llavors, Caront li diu que aquella no és la barca que li correspon: que es mereix un altre vaixell més lleuger (fusta lleugera: lieve legno), que el porti a una platja (la del Purgatori). Llavors, Virgili li parla dient que no es preocupi (i dient el nom de Caront per primer cop): "així ho volen allà dalt, on es pot / allò que es vol, i no preguntes més" (Paràfrasi: "Faci's allò que ha estat ordenat en el cel Empiri, i no importi més"). A continuació, les galtes llanudes del barquer es van calmar, però no els ulls vorejats com de foc. Les ànimes dels nous condemnats, cansades i nues, mentrestant, després d'escoltar les imprecacions de Caront, empal·lideixen de por, peten de dents i blasfemen contra Déu, els seus pares, l'espècie humana i el lloc, el temps, el llinatge i la llavor que els havia generat. Després es reuneixen tots junts plorant, en aquesta riba de maldat, on va a parar qui no té temor de Déu; Caront, "com un dimoni amb ulls de brasa" els fa agrupar-se i colpeja amb el rem qui es retarda. Així, "com fulles que a la tardor s'envolen l'una darrere l'altra" fins que la branca es queda nua, així la "mala llavor d'Adam", l'estirp dels maleïts, abandonen la platja i entren a la barca, un per un, com ocells ensinistrats cridats pel reclam (en falconeria). A continuació, travessen el riu tèrbol:"l'aigua grisa, /i abans que baixen a l'altre costat / en aquest ja es forma una nova colla".
Llavors, Virgili jutja que és el moment apropiat per a l'explicació: "tots els que moren en la ira de Déu / venen ací, de qualsevol país"; la justícia divina els impulsa de tal manera a passar aquest riu, que la seva por es converteix en espera i desig; Caront es queixava de Dante perquè per aquí no passa mai una ànima bona, això és el que volia dir-li. Virgili gairebé comprèn que hi ha una llei divina que prohibeix, als que no estan condemnats, pujar a la barca per passar l'Aqueront; de fet, fins i tot en el cas de Dante, sembla mantenir-se per coherència aquesta llei, ja que tot i que Dante creua el riu, la seva pujada a la barca no es conta, gairebé deixant entendre que el seu pas ha succeït d'una manera diferent, que es deixa a la imaginació del lector.

### Terratrèmol i desmai de Dante - vv.130-136

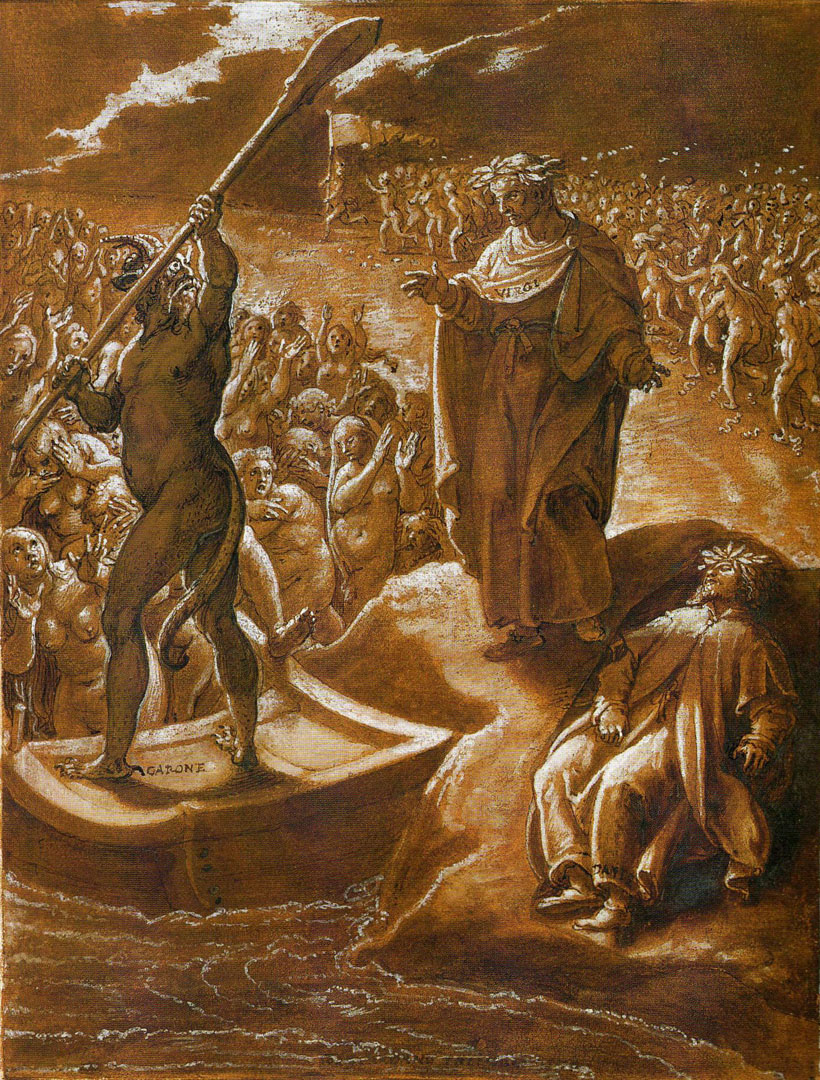
Final del cant 3, Giovanni Stradano, 1587

Virgili tot just acaba de parlar quan la terra fosca tremola, però tan fort que només de rememorar-ho al Dante narrador encara se li humiteja el front de suor. De la terra amarada de llàgrimes, en surten glopades de vapor i un llampec vermell resplendeix en l'aire: tot això venç els sentits de Dante i perd el coneixement com un home que és vençut pel son. Segons Aristòtil i la ciència contemporània de Dante, es creia que els terratrèmols eren causats per forts corrents de vent originats en el subsòl, que, dilatats per les fonts de calor, no trobaven sortida cap a dalt i a l'exterior. D'altra banda, aquests fets ens tornen a l'Escriptura, en què molt sovint l'ocurrència de fenòmens naturals com terratrèmols, vents, llamps i trons, es deuen a la baixada de Déu, que entra en la història.

## Recitat del Cant Tercer a la xarxa
- Vittorio Sermonti, Inferno 3º canto- Letto e raccontanto da Vittorio Sermonti. https://www.youtube.com/watch?v=fInJvO8bwCk.
- Vittorio Gassman: https://www.youtube.com/watch?v=gwj3KmG4Cdg
- En prosa imatges i text: https://www.youtube.com/watch?v=mqN-No9OGNY